# 廢除中醫運動
廢除中醫運動，是指试图将中医的理论或实践彻底废除的活動，主要多進行於中國大陸。有时这些主张并不是要立法禁止中医师行医，而是试图通过在学校体制、国家医疗体制等领域驱除中医学的影响和作用来达到让中医逐渐流失於民间甚至消亡，所以又将这种诉求以较为缓和的“取消中医”、“限制中医”、“中医中药退出国家医疗体制”等名称来表述。其主要依据是中医和现代医学相比较糟粕太多，缺乏科学依据，不是科学而是伪科学。

## 歷史

### 20世纪上半叶
1879年，清末的朴学大師俞樾发表《废醫論》，明确地提出了废除中医的主张。俞樾的主张是“中醫可廢，而藥不可盡廢”。
1913年9月11日，汪大燮擔任北洋政府的教育總長，次年廢去中醫。汪大燮態度強硬，對中醫說：“我決定今後把中醫廢除，中藥也不用。你們請求立案，我辦不到。”

中醫們組成了醫藥救亡請願團，由余德壎率領，向國務院告狀。國務院表示，你們要怎樣，政府不會管，可是高等教育里中西醫“兼採”是行不通的：
……前此教育部定医学课程，专取西法。良以歧行不至，疑事无功，先其所急，致难兼采。初非有废弃中医之意也！
東亞古代幾乎没有医药卫生的法律。民國成立後，内务部裡設立了衛生司，但是衛生司等於虛懸，也沒有相應的法律規定，事實上的衛生事務由警察厅負責。北京有“京師警察廳取締醫生章程規定”；江蘇有“檢定中醫暫行條例”；山西有“不得妄稱神方及用其他俗傳方藥”的明文。廣東的“警察廳取締醫生章程”裡，有未立案醫生“不得擅掛西醫生招牌行醫”、“不得開設西醫院”、“不得開設西醫藥房自行配製藥劑”等規定。
中醫界面对质疑，也产生了理论上的改变。对于1916年余云岫攻击臟腑和解剖学的不符合，惲鐵樵创四时五脏的“藏象/臟象学说”，将中医的臟腑和解剖学的内脏从理论上分开。1925年中醫界謀求將中醫納入學校體制，卻因受醫界抵制而流產。
1920年代一些有海外遊歷經驗的人士，如余云岫、魯迅、胡適、梁啟超、嚴復、丁文江、陳獨秀等倡導廢除中醫。主张废除中医者（以严复为代表）多半认为中医确切地应该属于方术范畴。梁啓超在去世前拒絕用中醫治病。
1929年余云岫以委員身份出席中央衛生委員會會議，要求全面廢止中醫，並由第一屆中央衛生委員會會議通過了《廢止舊醫以掃除醫事衛生之障礙案》，但因中醫獲得了黨國要人陳果夫的支持，未能實施。上海的中醫為此把3月17日定為所謂“國醫節”。中醫改稱國醫。
1933年在討論《中醫條例》（草案）時，行政院長汪兆銘說“中醫言陰陽五行，不懂解剖，在科學上實無根據；至國藥全無分析，治病效能渺茫”，主張“凡屬中醫應一律不許開業，全國中藥店也應限令歇業。以現在提倡國醫，等於用刀劍去擋坦克車。”
1934年6月，江西省政府設立了專管衛生的機關——衛生處，在醫藥衛生方面邁向了現代化。
1934年傅斯年（当时未任北大校长）在8月5日和8月26日、9月16日分别在《大公报》和《独立评论》发表文章，建议取消所谓“国医”。
1943年，在重慶国民参政会上，由參議員孔庚帶頭，通過了“醫師法”。

### 20世纪下半叶
1950年5月，余云岫參加第一屆中国全國衛生工作會議，再度提出廢止中醫方案，遭到與會者一致反對。

1950年代，中华人民共和国卫生部副部长王斌認為，中医是封建医，应随封建社会的消灭而消灭。还开设了中医进修学校，让中医学习西医，学习解剖学。1953年这些做法受到毛泽东批评，副部长兼党组书记贺诚与副部长王斌被撤职。1954年，毛泽东说
今后最重要的是首先要西医学习中医，而不是中医学西医。
1961年台湾的李敖发表过两篇关于废除中医的文章。
在文革期間，中共對中醫給予政策上扶植。1966年文化大革命開始，醫療教育受到巨大摧殘，學校被迫關閉。當時有赤腳醫生，接受過初級醫學培訓後，便被委派去偏遠農村工作。這些醫務人員平時亦要兼顧務農工作。當時所有的醫療設備都非常缺乏，他們時常利用民間驗方治療。在这一个背景下，中医提供了文革所重视的文化認同，也提供了廉价、受平民接受的医疗方式。赤脚医生以中医的方式获得接受之后，也达成了推行对于现代卫生手段的目的，提供接生、打疫苗、使用几种西药治疗常见传染病等服务。
1980年，中华人民共和国卫生部制订了“中医、西医、中西医结合医三支力量都要发展，长期并存”的方针。
1982年，第五届全国人民代表大会制定的《宪法》第二十一条规定，“发展现代医药和我国传统医药”。

### 21世纪
从1998年开始，方舟子（方是民）就开始在网上批判中医，在他管理的“新语丝”网站还专门为此辟有专栏，收录了数百篇文章。他的观点是“废医验药”，即废除基于阴阳五行、经脉气血的中医理论，將本來用於證實中醫的經絡、氣血等理論的研究經費，轉而用科学的方法检验中药的有效性和毒副作用。
鲁迅在《呐喊》自序中的“中医不过是一种有意的或无意的骗子”一句这时被广为引用。
2006年4月《医学与哲学》(人文社会医学版)第27卷第4期刊登了中南大学科学技术与社会发展研究所所长张功耀教授《告别中医中药》的论文。文中提出从文化进步、尊重科学、维护生物多样性、人道主义等角度看，应告别中医中药。
2006年自6月1日起，张功耀在其博客上发表系列文章建议废除中医，和住在美国纽约的王澄医师发起了“徵集促使中医中药退出国家医疗体制签名公告”，得到上万人响应。张功耀博客公布的签名名单中多为医学工作者或是医学博士。他们认为中医还可以存在，但不应该被国家支持，也不應再試圖將中醫與現代醫學結合。他們指出，中醫理論本身並非科學，和以科學為準繩的現代醫學格格不入。
2007年3月5日，中国国务院总理温家宝在十届全国人大五次会议上作政府工作报告中提出：“大力扶持中医药和民族医药发展，充分发挥祖国传统医药在防病治病中的重要作用。”此后的2008至2011年，历次政府工作报告中均有“大力发展和扶持中医药和民族医药事业”句。
2012年5月，甘肃省卫生厅在被网民戏称为“猪蹄厅长”之刘维忠的领导下，办甘肃省医务人员真气运行学骨干培训班，据说有41名医务人员打通任督二脉。
2012年6月25日，据京华时报报道北京将在小学推行中医文化知识课程。北京全面启动“中医文化进校园”工作，下学期起，全市统一的中医校本课程（小学版）将正式启用。据了解，中医进课堂只作为中医知识推广，非硬性规定的课程，不会进入中小学课表，也不安排考试。
2020年6月，北京市卫建委发布《北京市中医药条例（草案公开征求意见稿）》，将“以任何方式或行为诋毁、污蔑中医药”列为罪名，违法者将被警方处罚，引发争议，相关条文最终在正式通过的版本中被删除。

## 其他国家的废除中医运动
日本的源自中医学的汉医在日本本来占据了医学的主流，但自从明治维新之后现代医学的引入，日本医学界广泛要求废除汉医。与此同时，日本对汉医药“废医存药”，基于对中药有效成分的提取、分离和鉴定开发了很多“汉药”（漢方薬）。
计算生物学家斯蒂文·薩爾茲堡投書，批評美國許多醫學院出現中西醫結合療法，包括中醫、針灸、氣功，甚至替代醫學都進入了著名的馬里蘭大學醫學院，他批評針灸、氣功沒有經過科學實證支持，這些中西醫結合療法都是僞科學。一本介紹替代療法的書籍稱，許多對氣功的研究來自中國大陸，這些研究尚未在西方經過系統性的審查；氣功、瑜伽、靜坐等東方練習，終極目標帶有宗教性，能放鬆精神等作用，但也存在一定的副作用。一名美國精神科醫師稱，美國1970年代起掀起了針灸熱、1990年代被美國官方認證，但他質疑中醫、針灸、氣功的療效，他說有調查沒有發現氣功師宣稱特異功能的證據、質疑中醫有副作用。。

## 代表人物及其著作
- 余云岫著作，《余氏医述》或《医学革命论集》
- 著名科普作家方舟子 《批评中医》 （页面存档备份，存于）

- 京且的博客（我负中医 中医负我）的长篇博文《京且说中医》京且说中医 （页面存档备份，存于）

- 哈尔滨市儿童医院心胸外科医生 李清晨 写给中国医生及医学生的科普

- 黄石市中心医院血液风湿科医生 余向东 关于中医，科学对情怀 （页面存档备份，存于）